# Estofat

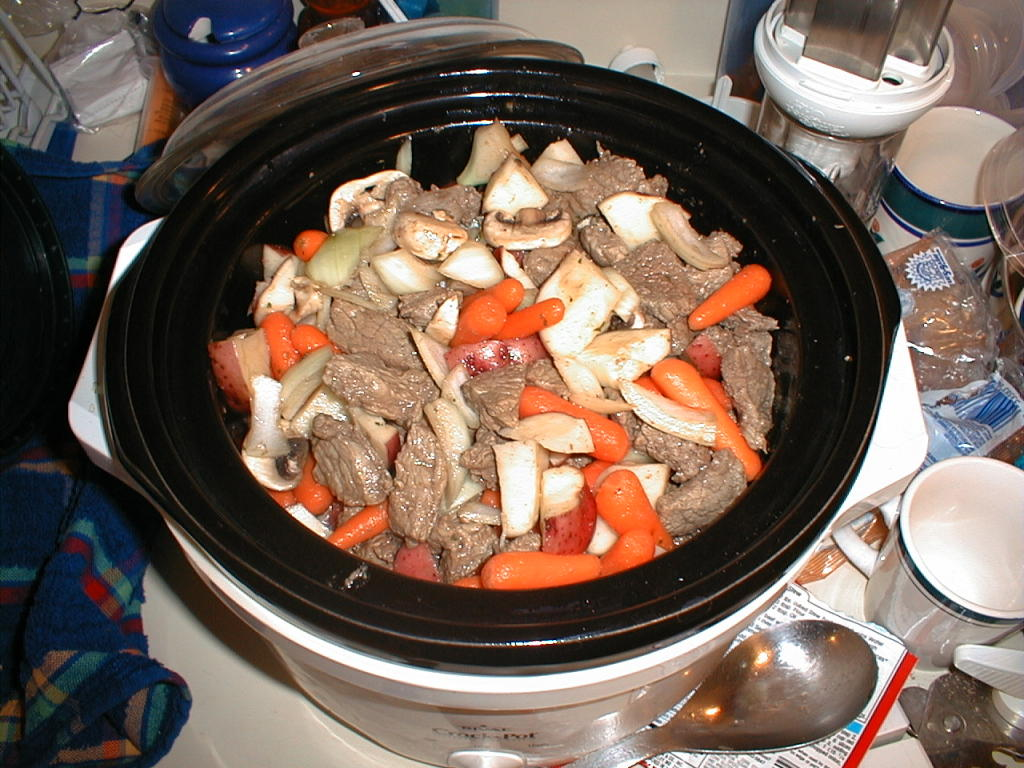
Estofat de carn de bou amb bolets

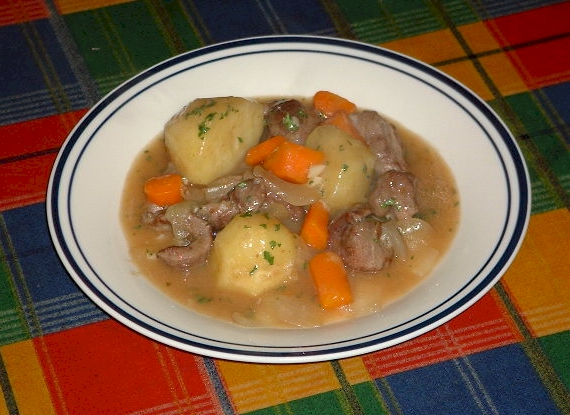
Plat d'estofat irlandès.

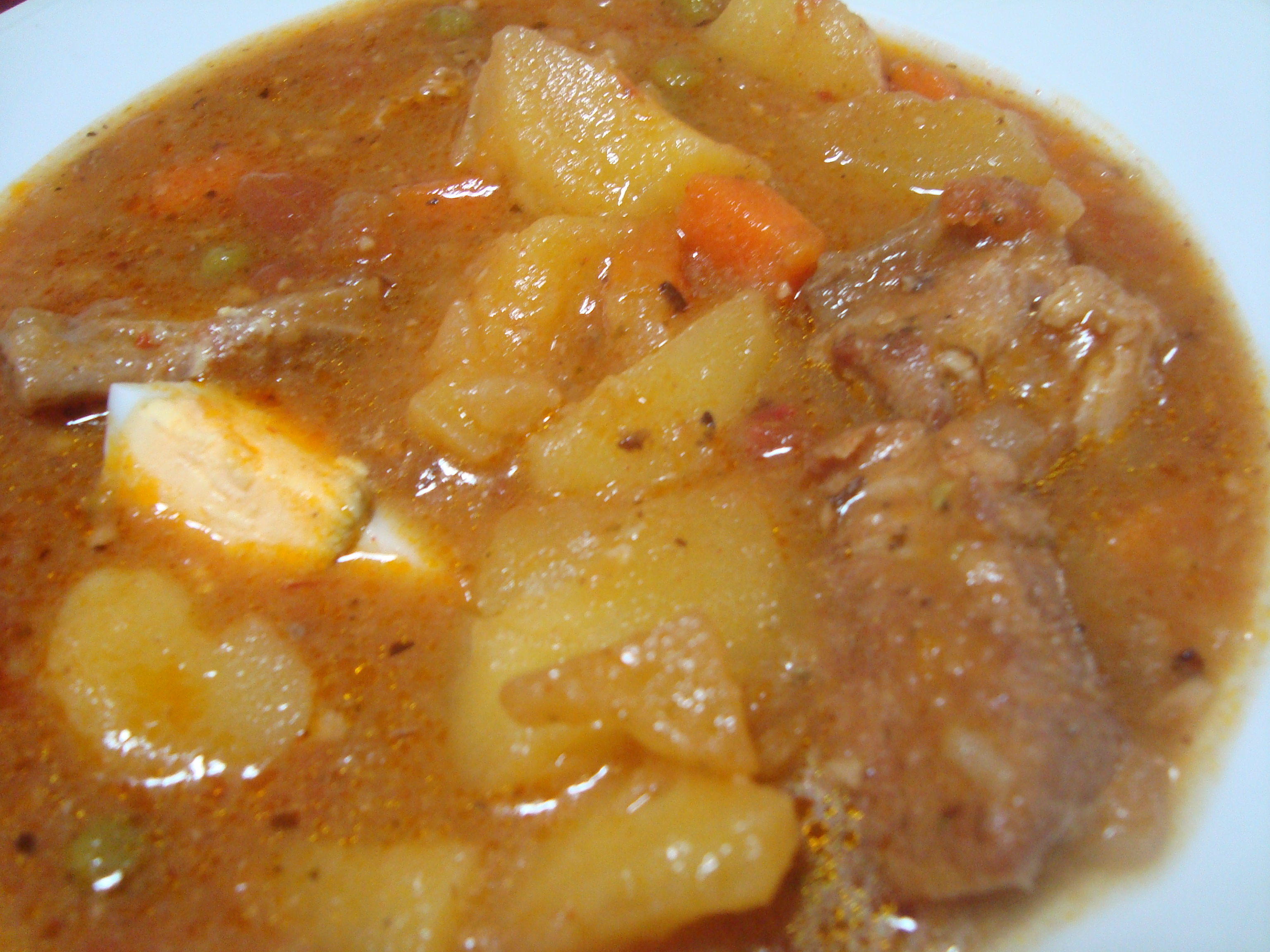
Plat d'estofat de carn (Plana Alta, País Valencià)

Un estofat o ofegat és un plat que consisteix a guisar trossos de carns o aus amb verdures, hortalisses i espècies.

## Preparació
L'estofat més comú a les nostres contrades es prepara a base de daus de carn magra, patates o creïlles, pastanagues, cebes i all. Normalment es condimenta amb llorer, pebre vermell i julivert. Es poden també afegir bolets, pèsols o altres verdures, com carxofes, a la barreja.
Hi han diverses formes de preparar un estofat. En una de les més comunes i casolanes es fa saltar la ceba amb oli; una vegada daurada s'afegeix la carn, el pebre vermell i l'all i es va remenant; quan la carn està un xic feta s'afegeixen l'aigua i les verdures i es deixa cuinar a foc molt lent, tapat per una bona estona. Es pot fer en un olla normal o també en cassola de fang.

## Variants
L'estofat es pot preparar també amb llegums, com llenties, cigrons o fesols. La carn pot ser de porc, vedella, bou o xai, a trossos o en forma de mandonguilles.
Segons les regions els diferents tipus d'estofats reben diferents noms, com el ragout francès o el ragú italià, que contenen tomàquet. Algunes preparacions a base de peix seguint el mateix procés són també una mena d'estofats, com la Caldeirada portuguesa o el Marmitako basc.
També es poden considerar estofats alguns curris de l'Índia.

## Alguns estofats

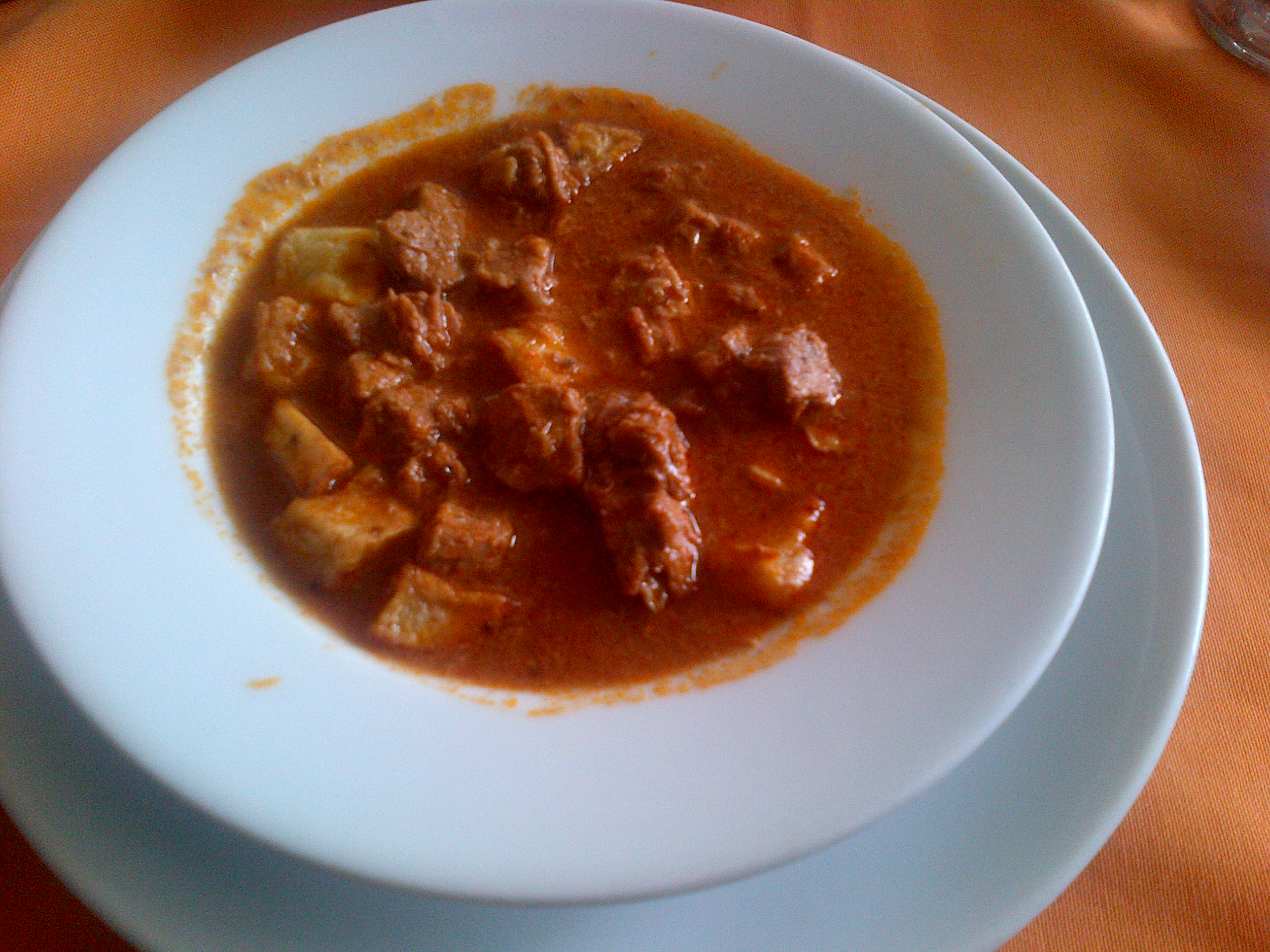
Tas kebap és un estofat de la cuina turca, fet amb carn de vedella i patates.

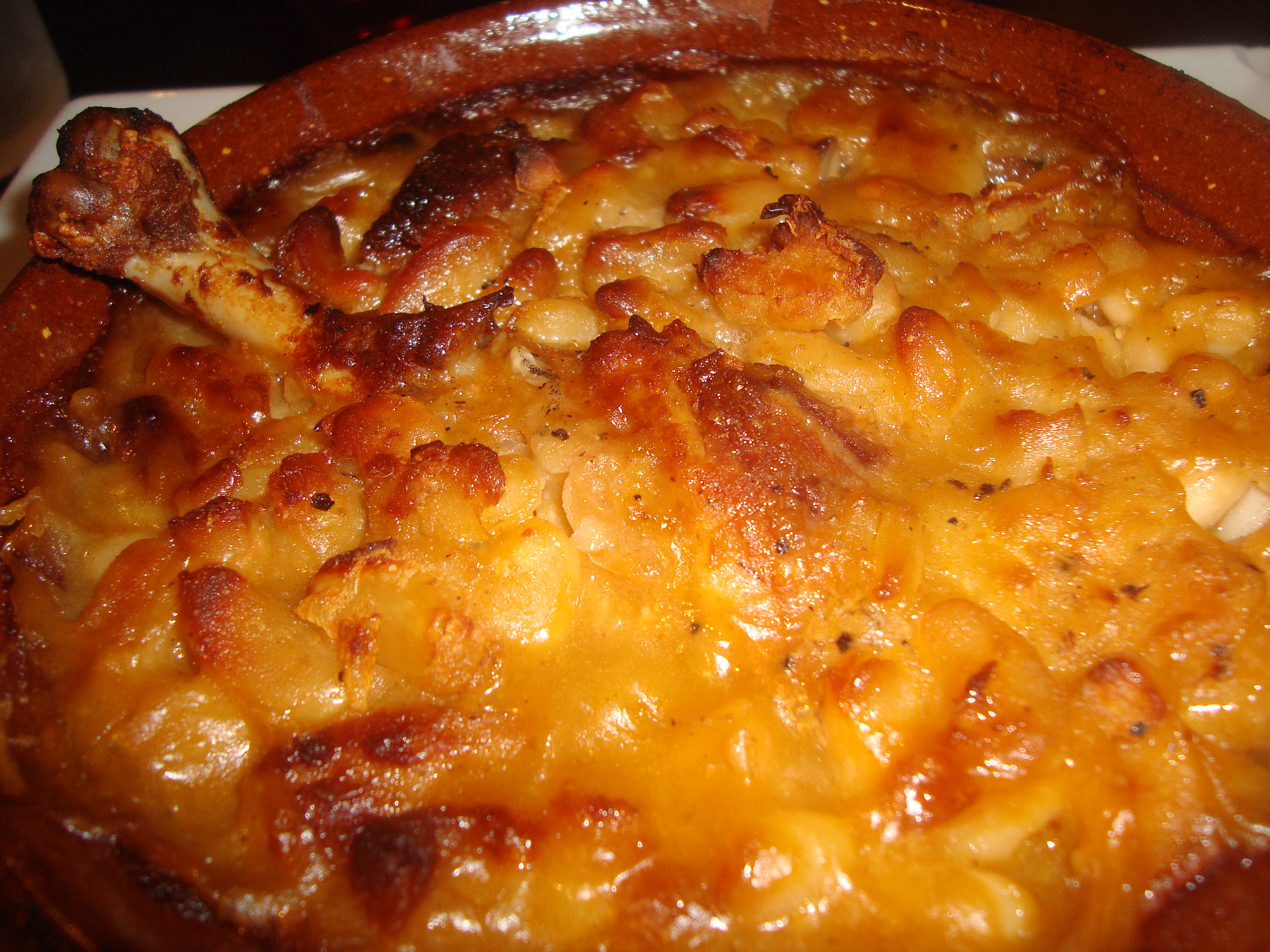
Cassoulet, Carcassonne

- Cassoulet, CarcassonneBaeckeoffe, estofat a base de patates d'Alsàcia
- Birria, estofat de xai del Mèxic
- Bo Kho, (Vietnamès: bò kho), estofat de vedella del Vietnam
- Caçolet, estofat a base de fesols típic d'Occitània
- Civet, estofat a base de carn de caça típic dels Pirineus
- Feijoada, estofat a base de fesols de Portugal i Brasil
- Cazuela de osobuco, estofat a base de ossobuco i verdures de Xile
- Főzelék, estofat hongarès molt dens a base de patata i carn.
- Goulash, estofat hongarès condimentat amb molta paprika
- Kapuska, estofat turc de col
- Locro, mena d'estofat de la zona andina
- Nikujaga, estofat japonès a base de patata i carn
- Potjiekos, estofat sud-africà
- Puchero, estofat sud-americà
- Sancocho, mena d'estofat del Carib
- Tocătură, tipus d'estofat de Romania